# Daniel Humair
Daniel Humair (* 23. května 1938, Ženeva) je švýcarský jazzový bubeník a malíř. Hudbě se začal věnovat ve svých sedmi letech, kdy začal hrát jak na bicí, tak i na klarinet. Svou profesionální kariéru zahájil v roce 1955 poté, co vyhrál soutěž amatérských hudebníků na jazzovém festivalu v Curychu. Své první album jako leader nazvané Hum!! vydal v roce 1960. Během své kariéry spolupracoval s mnoha hudebníky, mezi které patří například Jean-Luc Ponty, Niels-Henning Ørsted Pedersen, Joachim Kühn nebo Eric Dolphy.